# Weißkopf-Mausvogel
Der Weißkopf-Mausvogel (Colius leucocephalus) ist eine Vogelart aus der Familie der Mausvögel (Coliidae). Es werden die Unterarten Colius leucocephalus leucocephalus und Colius leucocephalus turneri unterschieden. Die Art kommt in Ostafrika vor.

## Merkmale
Der Weißkopf-Mausvogel erreicht eine Größe von 29 bis 31 cm. Davon entfallen ungefähr 20 cm auf den langen Schwanz. Das Männchen erreicht ein Gewicht von 31 bis 42 g, das Weibchen ein Gewicht von 28 bis 39 g. Das Durchschnittsgewicht beider Geschlechter beträgt 35 g. Das Gefieder ist überwiegend grau. Der Scheitel ist cremeweiß. Die Haube, die Wangen und der Oberrücken sind schwarzweiß gebändert. Der lange Schwanz ist abgestuft. Bei beiden Geschlechtern der Nominatform verläuft ein weißer Streif entlang des Rückens, der oft von den Flügeln verdeckt ist. Die Flügel und der Schwanz sind blaugrau. Die Kehle ist rosabraun. Die Brust und die Flanken sind weinrosa. Der Bauch ist hellbeige. Kehle und Brust sind hell gebändert. Die Gesichtshaut ist schwärzlichgrau. Der Oberschnabel ist hellgrau mit einer dunklen Spitze, der Unterschnabel ist heller mit einer gelblichen Spitze. Die Füße und Beine sind rosarot bis korallenrot. Die Iris ist braun. Die juvenilen Vögel haben eine weiße Haube. Kehle und Brust sind gelbbraun. Die Bänderung am Mantel, am Rücken und an der Kehle ist sehr blass oder nicht vorhanden. Der Oberschnabel ist bei den Jungvögeln grün, der Unterschnabel grau. Die Beine und die Füße sind bei ihnen hellrosa. Die Unterart C. l. turneri ist größer. Bei ihr beträgt die durchschnittliche Flügellänge 89,4 mm, während bei der Nominatform 87,2 mm gemessen wurde. Die Kehle, der Mantel und die kleine Flügeldecken sind dunkler. Der Nacken ist kräftiger gebändert. Die weinrosa Färbung ist auf die Oberbrust und die Flanken beschränkt.

## Lautäußerungen
Der Ruf ist in der Literatur nur wenig beschrieben. Erwähnt wurden ein Klageschrei und ein Kontaktruf, der sich wie „rit-rit“ anhört.

## Unterarten und ihre Verbreitung
Die Nominatform Colius leucocephalus leucocephalus ist vom südöstlichen Äthiopien, über das südliche Somalia und das südöstliche Kenia bis in die angrenzende Region im nordöstlichen Tansania verbreitet. Die 1919 von Victor Gurner Logan Van Someren beschriebene Unterart Colius leucocephalus turneri kommt im nördlichen Zentral-Kenia vor.

## Lebensraum
Der Weißkopf-Mausvogel bewohnt trockene Dornbusch-Vegetation in halbtrockenen Gebieten. Häufig ist er im Dickicht entlang von Wasserläufen zu beobachten.

## Nahrungsverhalten
Über das Nahrungsverhalten ist nur wenig bekannt. Die Nahrung besteht aus Früchten (z. B. Nachtschatten) und Blattknospen (z. B. Akazien). Es wurden kleine Gruppen von sechs bis elf Vögeln bei der Nahrungssuche beobachtet. Der Weißkopf-Mausvogel ist ein Standvogel. Vermutlich zieht er jedoch nomadisch und streunend umher.

## Fortpflanzungsverhalten
Die Eiablage findet zu verschiedenen Zeiten statt. In Somalia wurde sie im Juli, in Südwest- und Zentral-Kenia von Juni bis August und in Tansania im Februar, von Mai bis Juli und im November beobachtet. Das Nest ist eine offene Schale bestehend aus Zweigen und biegsamem Material. Das Gelege besteht wahrscheinlich aus bis zu drei stumpfweißen Eiern. Weitere Informationen liegen nicht vor.

## Status
BirdLife International klassifiziert den Weißkopf-Mausvogel als „nicht gefährdet“ (least concern). Er ist relativ selten. Sein Verbreitungsgebiet ist wahrscheinlich in vier verschiedene Regionen zersplittet. In der Küstenregion im südlichen Somalia ist er ziemlich häufig und weitverbreitet. Nahe der Grenze zu Äthiopien ist er jedoch nahezu abwesend. In Kenia ist er nur örtlich verbreitet und ziemlich selten. Im südöstlichen Äthiopien wurde er früher als häufig beschrieben, tatsächlich gab es jedoch nur eine bestätigte Sichtung in diesem Land.